# 26. Kongress der Vereinigten Staaten
Der 26. Kongress der Vereinigten Staaten, bestehend aus dem Repräsentantenhaus und dem Senat, war die Legislative der Vereinigten Staaten. Seine Legislaturperiode dauerte vom 4. März 1839 bis zum 4. März 1841. Alle Abgeordneten des Repräsentantenhauses sowie ein Drittel der Senatoren (Klasse I) waren im Jahr 1838 bei den Kongresswahlen gewählt worden. Dabei ergab sich in beiden Kammern eine Mehrheit für die Demokratische Partei, die mit Martin Van Buren auch den Präsidenten stellte. Der Whig Party blieb nur die Rolle in der Opposition. Der Kongress tagte in der amerikanischen Bundeshauptstadt Washington, D.C. Die Vereinigten Staaten bestanden damals aus 26 Bundesstaaten. Die Sitzverteilung im Repräsentantenhaus basierte auf der Volkszählung von 1830.

## Wichtige Ereignisse
Siehe auch 1839 1840 und 1841
- 4. März 1839: Beginn der Legislaturperiode des 26. Kongresses.
- Während der gesamten Legislaturperiode gehen die Indianerkriege weiter.
- 9. März 1840: Die Wilmington and Raleigh Railroad Eisenbahnstrecke wird fertiggestellt. Im April folgt die Fertigstellung der Raleigh and Gaston Railroad,  beide Strecken verlaufen in North Carolina.
- 7. Mai 1840: bei einem Tornado über der Stadt Natchez im Bundesstaat Mississippi sterben 317 Menschen, 109 werden verletzt.
- 7. November 1840: Bei den Präsidentschaftswahlen unterliegt Amtsinhaber Martin Van Buren gegen William Henry Harrison. Dieser tritt sein neues Amt am 4. März 1841 an.

## Zusammensetzung nach Parteien

### Senat
- Demokratische Partei: 30
- Whig Party: 22
- Sonstige: 0
- Vakant: 0

Gesamt: 52 Stand am Ende der Legislaturperiode

### Repräsentantenhaus
- Demokratische Partei: 122
- Whig Party: 109
- Anti-Masonic: 7
- Konservative: 2

Gesamt: 242 Stand am Ende der Legislaturperiode
Außerdem gab es noch drei nicht stimmberechtigte Kongressdelegierte.

## Amtsträger

### Senat
- Präsident des Senats: Richard Mentor Johnson (D)
- Präsident pro tempore: William R. King (D)

### Repräsentantenhaus
- Sprecher des Repräsentantenhauses: Robert Mercer Taliaferro Hunter (W)

## Senatsmitglieder
Im 26. Kongress vertraten folgende Senatoren ihre jeweiligen Bundesstaaten:
| Alabama - 2. William R. King (D) - 3. Clement Comer Clay (D) Arkansas - 2. William Savin Fulton (D) - 3. Ambrose Hundley Sevier (D) Connecticut - 1. Thaddeus Betts (W) bis zum 7. April 1840 - Jabez W. Huntington (W) ab dem 4. Mai 1840 - 3. Perry Smith (D) Delaware - 1. Richard H. Bayard (W) bis 19. September 1839 und erneut ab dem 12. Jan. 1841 - 2. Thomas Clayton (W) Georgia - 2. Wilson Lumpkin (D) - 3. Alfred Cuthbert (D) Illinois - 2. John McCracken Robinson (D) - 3. Richard M. Young (D) Indiana - 1. Albert Smith White (W) - 3. Oliver H. Smith (W) Kentucky - 2. John J. Crittenden (W) - 3. Henry Clay (W) Louisiana - 2. Robert C. Nicholas (D) - 3. Alexander Mouton (D) Maine - 1. Reuel Williams (D) - 2. John Ruggles (D) Maryland - 1. William Duhurst Merrick (W) - 3. John S. Spence (W) bis zum 24. Oktober 1840 - John Leeds Kerr (W) ab dem 5. Januar 1841 Massachusetts - 1. Daniel Webster (W) bis 22. Februar 1841 - Rufus Choate (W) ab dem 23. Februar 1841 - 2. John Davis (W) bis zum 5. Januar 1841 - Isaac C. Bates (W) ab dem 13. Januar 1841 Michigan - 1. Augustus Seymour Porter (W) ab dem 20. Januar 1840 - 2. John Norvell (D) | Mississippi - 1. John Henderson (W) - 2. Robert J. Walker (D) Missouri - 1. Thomas Hart Benton (D) - 3. Lewis F. Linn (D) New Hampshire - 2. Henry Hubbard (D) - 3. Franklin Pierce (D) New Jersey - 1. Samuel L. Southard (W) - 2. Garret D. Wall (D) New York - 1. Nathaniel Pitcher Tallmadge (W) - 3. Silas Wright (D) North Carolina - 2. Bedford Brown (D) bis zum 16. November 1840 - Willie Person Mangum (W) ab dem 25. November 1840 - 3. Robert Strange (D) bis zum 16. November 1840 - William Alexander Graham (W) ab dem 25. November 1840 Ohio - 1. Benjamin Tappan (D) - 3. William Allen (D) Pennsylvania - 1. Daniel Sturgeon (D) - 3. James Buchanan (D) Rhode Island - 1. Nathan Dixon (W) - 2. Nehemiah R. Knight (W) South Carolina - 2. John C. Calhoun (D) - 3. William C. Preston (W) Tennessee - 1. Ephraim Hubbard Foster (W) bis zum 4. März 1839 - Felix Grundy (D) Vom 19. November 1839 bis zum 19. Dezember 1840 - Alfred Nicholson (D) ab dem 25. Dezember 1840 - 2. Hugh Lawson White (W) bis zum 13. Januar 1840 - Alexander O. Anderson (D) ab dem 26. Februar 1840 Vermont - 1. Samuel S. Phelps (W) - 3. Samuel Prentiss (W) Virginia - 1. William Cabell Rives (W) - 2. William H. Roane (D) |

## Mitglieder des Repräsentantenhauses
Folgende Kongressabgeordnete vertraten im 26. Kongress die Interessen ihrer jeweiligen Bundesstaaten:
| Alabama 5 Wahlbezirke - 1. Reuben Chapman (D) - 2. David Hubbard (D) - 3. George Whitfield Crabb (W) - 4. Dixon Hall Lewis (D) - 5. James Dellet (W) Arkansas Staatsweite Wahl - Edward Cross (D) Connecticut 6 Wahlbezirke - 1. Joseph Trumbull (W) - 2. William L. Storrs (W) bis Juni 1840 - William Whiting Boardman (W) ab dem 7. Dezember 1840 - 3. Thomas Wheeler Williams (W) - 4. Thomas Osborne (W) - 5. Truman Smith (W) - 6. John H. Brockway (W) Delaware Staatsweite Wahl - Thomas Robinson (D) Georgia Staatsweite Wahlen - Julius Caesar Alford (W) - Edward Junius Black (W) - Walter T. Colquitt (W) bis zum 21. Juli 1840 - Hines Holt (W) ab dem 1. Februar 1841 - Mark Anthony Cooper (W) - William Crosby Dawson (W) - Richard W. Habersham (W) - Thomas Butler King (W) - Eugenius Aristides Nisbet (W) - Lott Warren (W) Illinois 3 Wahlbezirke - 1. John Reynolds (W) - 2. Zadok Casey (D) - 3. John T. Stuart (W) Indiana 7 Wahlbezirke - 1. George H. Proffit (W) - 2. John Wesley Davis (D) - 3. John Carr (D) - 4. Thomas Smith (D) - 5. James Rariden (W) - 6. William W. Wick (D) - 7. Tilghman Howard (D) zwischen dem 5. August 1839 und dem 1. Juli 1840 - Henry Smith Lane (W) ab dem 3. August 1840 Kentucky 13 Wahlbezirke - 1. Linn Boyd (D) - 2. Philip Triplett (W) - 3. Joseph R. Underwood (W) - 4. Sherrod Williams (W) - 5. Simeon H. Anderson (W) bis 11. August 1840 - John Burton Thompson (W) ab dem 7. Dezember 1840 - 6. Willis Green (W) - 7. John Pope (W) - 8. William J. Graves (W) - 9. John White (W) - 10. Richard Hawes (W) - 11. Landaff Andrews (W) - 12. Garrett Davis (W) - 13. William Orlando Butler (D) Louisiana 3 Wahlbezirke - 1. Edward White (W) - 2. Thomas Withers Chinn (W) - 3. Rice Garland (W) bis 21. Juli 1840 - John Moore (W) ab dem 17. Dezember 1840 Maine 8 Wahlbezirke - 1. Nathan Clifford (D) - 2. Albert Smith (D) - 3. Benjamin Randall (D) - 4. George Evans (W) - 5. Virgil D. Parris (D) - 6. Hugh J. Anderson (D) - 7. Joshua A. Lowell (D) - 8. Thomas Davee (D) Maryland 7 Wahlbezirke. Der 4. Wahlkreis stellte zwei Abgeordnete - 1. John Dennis (W) - 2. Philip F. Thomas (D) - 3. John Worthington (D) - 4A. James Carroll (D) - 4B. Solomon Hillen (D) - 5. William Cost Johnson (W) - 6. Francis Thomas (D) - 8. Daniel Jenifer (W) Massachusetts 12 Wahlbezirke - 1. Abbott Lawrence (W) bis zum 18. September 1840 - Robert Charles Winthrop (W) ab dem 9. November 1840 - 2. Leverett Saltonstall (W) - 3. Caleb Cushing (W) - 4. William Parmenter (D) - 5. Levi Lincoln Jr. (W) - 6. James C. Alvord (W) bis zum 27. September 1839 - Osmyn Baker (W) ab dem 14. Januar 1840 - 7. George N. Briggs (W) - 8. William B. Calhoun (W) - 9. William Soden Hastings (W) - 10. Henry Williams (D) - 11. John Reed (W) - 12. John Quincy Adams (W) Michigan Staatsweite Wahl - Isaac E. Crary (D) Mississippi Staatsweite Wahlen - Albert G. Brown (D) - Jacob Thompson (D) Missouri Staatsweite Wahlen - Albert Galliton Harrison (D) bis zum 7. September 1839 - John Jameson (D) ab dem 12. Dezember 1839 - John Miller (D) New Hampshire Alle Abgeordneten wurden staatsweit gewählt. - Charles G. Atherton (D) - Edmund Burke (D) - Ira Allen Eastman (D) - Tristram Shaw (D) - Jared W. Williams (D) New Jersey Alle Abgeordneten wurden staatsweit gewählt - William Raworth Cooper (D) - Philemon Dickerson (D) - Joseph Kille (D) - Joseph Fitz Randolph (W) - Daniel Bailey Ryall (D) - Peter Dumont Vroom (D) New York 33 Wahlbezirke. Der 3. Wahlbezirk stellte vier Abgeordnete und der 8. 17. 22. und 23. jeweils zwei. - 1. Thomas B. Jackson (D) - 2. James De La Montanya (D) - 3A. Edward Curtis (W) - 3B. Moses Hicks Grinnell (W) - 3C. Josiah Hoffman (W) - 3D. James Monroe (W) - 4. Gouverneur Kemble (D) - 5. Charles Johnston (W) - 6. Nathaniel Jones (D) - 7. Rufus Palen (W) - 8A. John Ely (D) - 8B. Aaron Van der Poel (D) - 9. Hiram P. Hunt (W) - 10. Daniel D. Barnard (W) - 11. Anson Brown (W) bis zum 14. Juni 1840 - Nicholas B. Doe (W) ab dem 7. Dezember 1840 - 12. David Abel Russell (W) - 13. Augustus C. Hand (D) - 14. John Fine (D) - 15. Peter Joseph Wagner (W) - 16. Andrew W. Doig (D) - 17A. David P. Brewster (D) - 17B. John G. Floyd (D) - 18. Thomas C. Chittenden (W) - 19. John Holmes Prentiss (D) - 20. Judson Allen (D) - 21. John C. Clark (W) - 22A. Amasa Dana (D) - 22B. Stephen B. Leonard (D) - 23A. Nehemiah H. Earll (D) - 23B. Edward Rogers (D) - 24. Christopher Morgan (W) - 25. Theron R. Strong (D) - 26. Francis Granger (W) - 27. Meredith Mallory (D) - 28. Thomas Kempshall (W) - 29. Seth M. Gates (W) - 30. Luther C. Peck (W) - 31. Richard P. Marvin (W) - 32. Millard Fillmore (W) - 33. Charles F. Mitchell (W) | North Carolina 13 Wahlbezirke - 1. Kenneth Rayner (W) - 2. Jesse Atherton Bynum (D) - 3. Edward Stanly (W) - 4. Charles Biddle Shepard (W) - 5. James Iver McKay (D) - 6. Micajah Thomas Hawkins (D) - 7. Edmund Deberry (W) - 8. William Montgomery (D) - 9. John Hill (D) - 10. Charles Fisher (D) - 11. Henry William Connor (D) - 12. James Graham (W) - 13. Lewis Williams (W) Ohio 19 Wahlbezirke - 1. Alexander Duncan (D) - 2. John B. Weller (D) - 3. Patrick Gaines Goode (W) - 4. Thomas Corwin (W) bis zum 30. Mai 1840 - Jeremiah Morrow (W) ab dem 13. Oktober 1840 - 5. William Doan (D) - 6. Calvary Morris (W) - 7. William K. Bond (W) - 8. Joseph Ridgway (W) - 9. William Medill (D) - 10. Samson Mason (W) - 11. Isaac Parrish (D) - 12. Jonathan Taylor (D) - 13. Daniel Parkhurst Leadbetter (D) - 14. George Sweeny (D) - 15. John W. Allen (W) - 16. Joshua Reed Giddings (W) - 17. John Hastings (D) - 18. David A. Starkweather (D) - 19. Henry Swearingen (D) Pennsylvania 25 Wahlbezirke. Der 2. Wahlbezirk stellte Abgeordnete und der 4. drei. - 1. Lemuel Paynter (D) - 2A. John Sergeant (W) - 2B. George Washington Toland (W) - 3. Charles Naylor (W) - 4A. Edward Davies (AM) - 4B. John Edwards (AM) - 4C. Francis James (AM) - 5. Joseph Fornance (D) - 6. John Davis (D) - 7. David Douglas Wagener (D) - 8. Peter Newhard (D) - 9. George May Keim (D) - 10. William Simonton (W) - 11. James Gerry (D) - 12. James Cooper (W) - 13. William Sterrett Ramsey (D) bis zum 17. Oktober 1840 - Charles McClure (D) ab dem 7. Dezember 1840 - 14. William Wilson Potter (D) bis zum 28. Oktober 1839 - George McCulloch (D) ab dem 20. November 1839 - 15. David Petrikin (D) - 16. Robert Hanna Hammond (D) - 17. Samuel Wells Morris (D) - 18. Charles Ogle (AM) - 19. Albert Gallatin Marchand (D) - 20. Enos Hook (D) - 21. Isaac Leet (D) - 22. Richard Biddle (AM) bis 1840, genaues datum unbekannt - Henry Marie Brackenridge (W) ab dem 13. Oktober 1840 - 23. William Beatty (D) - 24. Thomas Henry (AM) - 25. John Galbraith (D) Rhode Island Alle Abgeordneten wurden staatsweit gewählt. - Robert B. Cranston (W) - Joseph L. Tillinghast (W) South Carolina 9 Wahlbezirke - 1. Isaac E. Holmes (D) - 2. Robert Rhett (D) - 3. John Campbell (D) - 4. Sampson H. Butler (D) - 5. Francis Wilkinson Pickens (D) - 6. Waddy Thompson (W) - 7. James Rogers (D) - 8. Thomas De Lage Sumter (D) - 9. John K. Griffin (D) Tennessee 13 Wahlbezirke - 1. William Blount Carter (W) - 2. Abraham McClellan (D) - 3. Joseph Lanier Williams (W) - 4. Julius W. Blackwell (D) - 5. Hopkins L. Turney (D) - 6. William B. Campbell (W) - 7. John Bell (W) - 8. Meredith Poindexter Gentry (W) - 9. Harvey Magee Watterson (D) - 10. Aaron V. Brown (D) - 11. Cave Johnson (D) - 12. John Wesley Crockett (W) - 13. Christopher Harris Williams (W) Vermont 5 Wahlbezirke - 1. Hiland Hall (W) - 2. William Slade (W) - 3. Horace Everett (W) - 4. John Smith (D) - 5. Isaac Fletcher (D) Virginia 21 Wahlbezirke - 1. Joel Holleman (D) bis 1840 genaues Datum unbekannt - Francis Mallory (W) ab dem 28. Dezember 1840 - 2. Francis E. Rives (D) - 3. John Winston Jones (D) - 4. George Dromgoole (D) - 5. John Hill (W) - 6. Walter Coles (D) - 7. William L. Goggin (W) - 8. Henry A. Wise (W) - 9. Robert Hunter (W) - 10. John Taliaferro (W) - 11. John Botts (W) - 12. James Garland (C) = Conservative - 13. Linn Banks (D) ab dem 28. April 1838 - 14. Charles F. Mercer (W) bis zum 26. Dezember 1839 - William M. McCarty (W) ab dem 25. Januar 1840 - 15. William Lucas (D) - 16. Green Berry Samuels (D) - 17. Robert Craig (D) - 18. George Washington Hopkins (C) - 19. Andrew Beirne (D) - 20. Joseph Johnson (D) - 21. Lewis Steenrod (D) |

Nicht stimmberechtigte Mitglieder im Repräsentantenhaus:
- Florida-Territorium: Charles Downing
- Iowa-Territorium: William W. Chapman (D) bis zum 27. Okt. 1840; Augustus C. Dodge (D)
- Wisconsin-Territorium: James Duane Doty (D)